# Vårtskarv
Vårtskarv (Leucocarbo carunculatus) är en hotad fågel i familjen skarvar inom ordningen sulfåglar. Den förekommer endast i Nya Zeeland.

## Utseende
Vårtskarv är en stor svartvit skarv med en kroppslängd på 76 centimeter. Huvud och ovansida är svart med metalliskt blå glans. Undersidan är vit, fötter rosa. De vita fläckarna på vingarna ser ut som ett vitt band på sittande fågel. Ovanför näbbasen syns gulorangea vårtor.

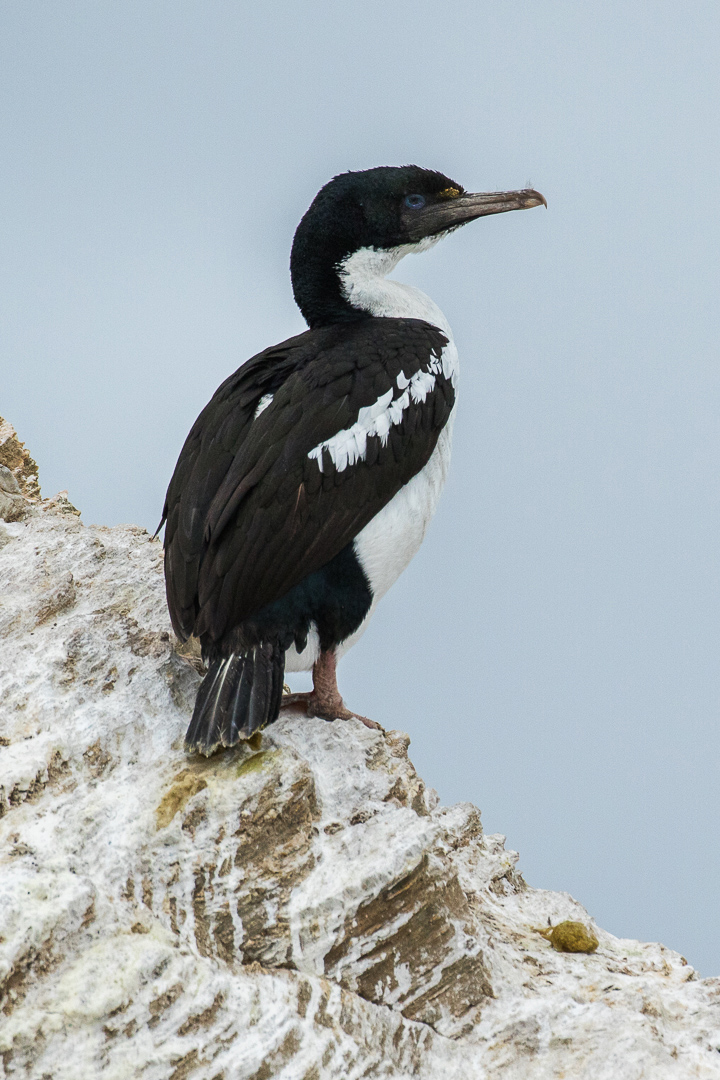

## Utbredning och systematik
Fågeln är endemisk för öarna i Cooksundet i Nya Zeeland mellan Nordön och Sydön. 85 % av världspopulationen häckar i fem kolonier på lika långa öar: White Rocks, Sentinel Rock, Duffers Reef, North Trio och Rahuinui Island.

### Släktestillhörighet
Vårtskarven placerades tidigare ofta i släktet Phalacrocorax. Efter genetiska studier som visar på att Phalacrocorax består av relativt gamla utvecklingslinjer har det delats upp i flera mindre, varvid vårtskarv med släktingar lyfts ut till släktet Leucocarbo.

### Skarvarnas släktskap
Skarvarnas taxonomi har varit omdiskuterad. Traditionellt har de placerats gruppen i ordningen pelikanfåglar (Pelecaniformes) men de har även placerats i ordningen storkfåglar (Ciconiiformes). Molekulära och morfologiska studier har dock visat att ordningen pelikanfåglar är parafyletisk. Därför har skarvarna flyttats till den nya ordningen sulfåglar (Suliformes) tillsammans med fregattfåglar, sulor och ormhalsfåglar.

## Levnadssätt
Vårtskarven häckar på små klippskär i kolonier. Från spillning har 17 olika sorters fisk och dvärgbläckfisk konstaterats, bland annat plattfiskarna Arnoglossus scapha, Pelotretis flavilatus och i släktet Peltorhamphus, abborrfiskar i familjen Percophidae och Tripterygiidae samt kungsfisken Helicolenus percoides.

## Status och hot
Arten har en mycket liten världspopulation bestående av endast 250–1 000 vuxna individer. Beståndet har de senaste 50 åren varit stabilt, men dess storlek samt det mycket begränsade utbredningsområdet gör arten mycket känslig för möjliga framtida störningar. Internationella naturvårdsunionen IUCN kategoriserar därför arten som sårbar.

## Namn
Fågeln har på svenska även kallats kungsskarv.